# Саспиры

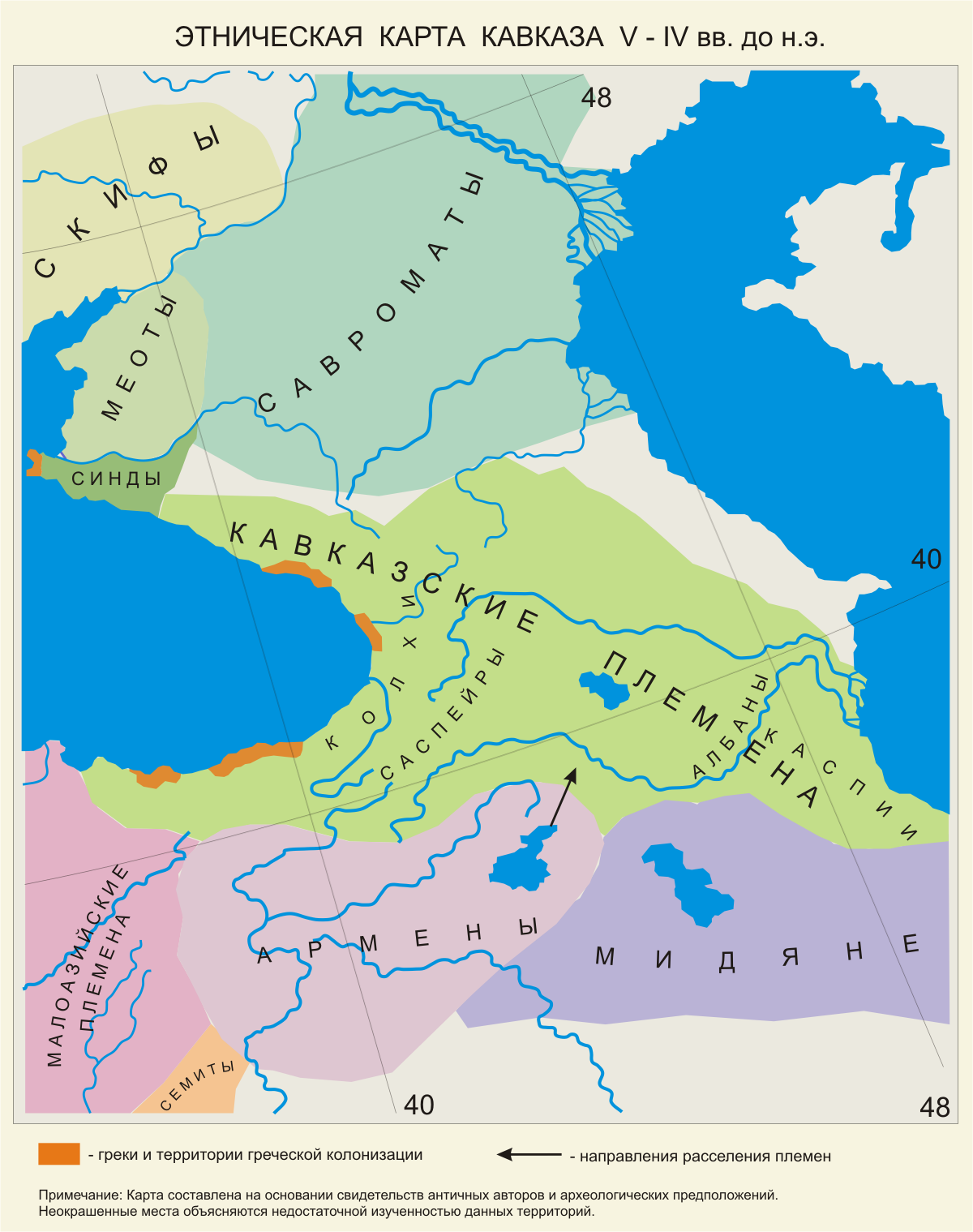
Этническая карта Кавказа в V-VI вв. до н. э.

Саспиры, саспейры или сасперы  (др.-греч. Σάσπειρες; груз. სასპერები [саспереби]) — упомянутые Геродотом древние племена, помещённые между землями мидян и колхов. В VI век до н. э. были завоёваны Ахеменидской империей и вместе с частью других хурритских (алародии), возможно лувийских (матиане) и южно-картвельских племён составляли её 19-ю сатрапию. После падения завоевателей составили ядро Иберийского государства.
По одной из  версий являлись древнегрузинскими племенами, по другой гипотезе их также считают по происхождению  скифами. В попытках сопоставить геродотовы наименования с реальными народами Ближнего Востока, было выдвинуто предположение, что под саспирами, алародиями и матиенами подразумеваются родственные между собой хурри-урартские племена (субареи, урарты и митаннийцы).

## Название
При картвельском происхождении саспиров, само название могло быть образовано с помощью грузинской приставки места -Са-. В древнегреческих источниках данное племя носит название «саспейры».